# Carterica mima
Carterica mima là một loài bọ cánh cứng trong họ Cerambycidae.